# 光州グローバルモーターズ
光州グローバルモーターズ（朝鮮語: 광주글로벌모터스、英: Gwangju Global Motors、略称GGM）は韓国光州広域市の自動車製造会社およびその完成車工場。光州広域市と現代自動車との合弁工場であるが、公式には現代自動車グループの一員ではなく光州市のプロジェクトである。

## 歴史
2018年6月1日、韓国の光州広域市は現代自動車の協力を得て完成車の受託生産工場を新設する構想を発表した。この構想において、光州市は「共生型地域雇用」「光州モデル」を掲げた。共生型地域雇用とは政府と地方自治体が福利厚生費を支給することで事業者の人件費負担を軽減し、地域経済の活性化と雇用創出を図るもので、完成車工場はその最初のモデルとなる。日本経済新聞の記事によれば、現代自動車は自社の平均賃金の半分以下に人件費に抑えられると見られることから労働組合に対する牽制も兼ねて光州市の計画に加わったと見られている。
2019年1月31日、光州広域市と現代自動車の間で投資協約と労使民政共生協定を締結。9月20日に株式会社光州グローバルモーターズが設立された。GGMには37の投資家が名を連ね、このうち光州広域市と現代自動車がそれぞれ483億ウォン（持分比率21％）と437億ウォン（持分比率19％）を出資して大株主となっている。
GGMの完成車工場はビッグリーン産業団地内に建設され、2021年4月29日に文在寅韓国大統領、 成允模産業通商資源部長官、李庸燮光州広域市長らが出席して竣工式が行われた。1998年のルノーサムスン自動車の釜山工場以来実に23年ぶりに韓国内に新しく建設された完成車工場となる。
2021年9月1日、GGM最初の受託生産車種となるキョンチャ規格のSUVヒュンダイ・キャスパーの概要が公開された。15日から生産が開始される。ただし、人気のSUVにしたとはいえキョンチャ市場は韓国では縮小してしまっていることから、韓国経済新聞は受託生産車種の売れ行きとGGMの今後には懐疑的な見方を示している。

## 受託生産車種
- ヒョンデ・キャスパー （2021年-）
- ヒョンデ・キャスパーエレクトリック　(2024年-)
- ヒョンデ・インスター　(2024年-)